# 溥耀
溥耀（1860年5月—1900年5月1日），是载敦次子，溥静胞弟，末代怡亲王毓麒的生父。
咸丰十一年（1860年）五月生，同治九年（1870年）赏戴花翎，光绪三年（1877年）赏头品顶戴，光绪六年（1880年）授二等镇国将军，光绪十八年（1892年）授侍卫班领。光绪二十六年四月末，溥耀疾病突发，五月一日去世，享年40岁。